# Großsteingrab Lille Rørbæk By 2
Das Großsteingrab Lille Rørbæk By 2 war eine megalithische Grabanlage der jungsteinzeitlichen Nordgruppe der Trichterbecherkultur im Kirchspiel Snostrup in der dänischen Kommune Frederikssund. Es wurde Mitte des 20. Jahrhunderts zerstört.

## Lage
Das Grab lag südsüdwestlich von Lille Rørbæk auf einem Feld. In der näheren Umgebung gibt bzw. gab es zahlreiche weitere megalithische Grabanlagen.

## Forschungsgeschichte
In den Jahren 1875 und 1942 führten Mitarbeiter des Dänischen Nationalmuseums Dokumentationen der Fundstelle durch. Damals waren nur noch Reste der Anlage erhalten. Bei einer weiteren Dokumentation durch Mitarbeiter der Forst- und Naturbehörde im Jahr 1988 waren keine baulichen Überreste mehr auszumachen. 

## Beschreibung
Die Anlage besaß eine nordost-südwestlich orientierte längliche Hügelschüttung mit einer Länge von mindestens 8 m und einer Breite von mindestens 5 m. Über eine mögliche steinerne Umfassung ist nicht bekannt. Auch über die Grabkammer(n) liegen keine Informationen vor. 1942 waren nur noch Reste der Hügelschüttung erhalten, sämtliche Steine fehlten bereits.